# Liste der denkmalgeschützten Objekte in Mureck
Die Liste der denkmalgeschützten Objekte in Mureck enthält die 27 denkmalgeschützten, unbeweglichen Objekte der österreichischen Gemeinde Mureck im steirischen Bezirk Südoststeiermark.

## Denkmäler
| Foto  |                 | Denkmal | Standort                                         | Beschreibung | Metadaten |
| ----- | --------------- | --- | ------------------------------------------------ | --- | --- |
| ja    | Datei hochladen | Flur-/Wegkapelle HERIS-ID: 9398 Objekt-ID: 5372                                                                    | bei Gosdorf 52 Standort KG: Gosdorf              | | BDA-Hist.: Q38035593 Status: § 2a Stand der BDA-Liste: 2025-06-30 Name: Flur-/Wegkapelle GstNr.: .279                                                                                        |
| ja BW | Datei hochladen | Bahnhof Gosdorf, Aufnahmsgebäude und Toilettenhäuschen samt dazwischenliegender Freifläche HERIS-ID: 9400seit 2021 | Gosdorf 84 Standort KG: Gosdorf                  | Die Gebäude liegen an der 1885 eröffneten Strecke der Radkersburger Bahn. | BDA-Hist.: Q107689831 Status: Bescheid Stand der BDA-Liste: 2025-06-30 Name: Bahnhof Gosdorf, Aufnahmsgebäude und Toilettenhäuschen samt dazwischenliegender Freifläche GstNr.: .211, 1698/2 |
| ja    | Datei hochladen | Ortskapelle HERIS-ID: 9401 Objekt-ID: 5375                                                                         | Misselsdorf Standort KG: Gosdorf                 | | BDA-Hist.: Q38035627 Status: § 2a Stand der BDA-Liste: 2025-06-30 Name: Ortskapelle GstNr.: .246 Ortskapelle Misselsdorf                                                                     |
| ja    | Datei hochladen | Schloss Brunnsee mit Schlosskapelle HERIS-ID: 9387 Objekt-ID: 5360                                                 | Hainsdorf-Brunnsee 1 Standort KG: Hainsdorf      | Der ursprünglich spätgotische Ansitz wurde im 16. Jahrhundert zur Wasserburg umgewandelt und erhielt um die Mitte des 17. Jahrhunderts seine heutige Gestalt. Der dreigeschoßige Vierkanter um einen rechteckigen Innenhof wird an der Westfront von einem quadratischen Uhrturm überragt. Er verfügt über eine kostbare Einrichtung mit Gemälden, Miniaturen und einer Porzellansammlung. | BDA-Hist.: Q38035287 Status: Bescheid Stand der BDA-Liste: 2025-06-30 Name: Schloss Brunnsee mit Schlosskapelle GstNr.: .1 Schloss Brunnsee                                                  |
| ja    | Datei hochladen | Gartenpavillon des Schlosses Brunnsee HERIS-ID: 36898 Objekt-ID: 35948                                             | Hainsdorf-Brunnsee 1, bei Standort KG: Hainsdorf | Der Gartenpavillon (auch Glashaus genannt) des Schlosses Brunnsee stammt aus dem 2. Viertel des 18. Jahrhunderts und trägt das Wappen der Saurau. Die Flügel wurden abgetragen, der erhaltene Mittelteil ist sowohl innen als auch außen mit reichlich Stuck versehen. Das Deckenfresko stammt von Franz Ignaz Flurer und ist mit 1733 datiert. | BDA-Hist.: Q37972780 Status: Bescheid Stand der BDA-Liste: 2025-06-30 Name: Gartenpavillon des Schlosses Brunnsee GstNr.: .3 Schloss Brunnsee                                                |
| ja    | Datei hochladen | Bildstock HERIS-ID: 9395 Objekt-ID: 5369                                                                           | bei Hainsdorf-Brunnsee 64 Standort KG: Hainsdorf | Der dreieckige Bildstock aus dem 18. Jahrhundert mit Pilaster- und Nischengliederung hat in seinen Nischen erneuerte Malereien der hll. Maria, Florian und Leonhard. | BDA-Hist.: Q38035488 Status: § 2a Stand der BDA-Liste: 2025-06-30 Name: Bildstock GstNr.: 693, 740 Wayside shrine Prillinghof                                                                |
| ja    | Datei hochladen | Mausoleum der Familie Lucchesi-Palli HERIS-ID: 9423 Objekt-ID: 5397                                                | Friedhof Standort KG: Mureck                     | | BDA-Hist.: Q38036248 Status: § 2a Stand der BDA-Liste: 2025-06-30 Name: Mausoleum der Familie Lucchesi-Palli GstNr.: 777 Mausoleum Lucchesi-Palli, Mureck                                    |
| ja    | Datei hochladen | Ehem. Bürgerspital, Wohnhaus HERIS-ID: 9429 Objekt-ID: 5403                                                        | Grazer Straße 18 Standort KG: Mureck             | Das ehemalige Bürgerspital stammt im Kern aus dem 16. Jahrhundert, es wurde laut Inschrift 1560 durch Hanns von Stubenberg erbaut. Langgestreckter Baukörper mit dem Schopfwalmgiebel zur Straße. Die Fassade wurde um 1900 verändert. | BDA-Hist.: Q38036395 Status: Bescheid Stand der BDA-Liste: 2025-06-30 Name: Ehem. Bürgerspital, Wohnhaus GstNr.: .16/1 Former Bürgerspital, Grazer Straße 18, Mureck                         |
| ja    | Datei hochladen | Figurenbildstock hl. Johannes Nepomuk HERIS-ID: 9432 Objekt-ID: 5406                                               | Griesplatz Standort KG: Mureck                   | Der Figurenbildstock stammt aus der Mitte des 18. Jahrhunderts. | BDA-Hist.: Q38036456 Status: § 2a Stand der BDA-Liste: 2025-06-30 Name: Figurenbildstock hl. Johannes Nepomuk GstNr.: 1239/3                                                                 |
| ja    | Datei hochladen | Mariensäule HERIS-ID: 9451 Objekt-ID: 5425                                                                         | vor Hauptplatz 30 Standort KG: Mureck            | Die Mariensäule mit einem verjüngten Steinpfeiler steht vor dem Rathaus und stammt aus den Jahren 1665–1668. | BDA-Hist.: Q38036896 Status: § 2a Stand der BDA-Liste: 2025-06-30 Name: Mariensäule GstNr.: 1239/32 Mariensäule Mureck                                                                       |
| ja    | Datei hochladen | Schiller-Denkmal HERIS-ID: 9452 Objekt-ID: 5426                                                                    | Hauptplatz Standort KG: Mureck                   | | BDA-Hist.: Q38036922 Status: § 2a Stand der BDA-Liste: 2025-06-30 Name: Schiller-Denkmal GstNr.: .165                                                                                        |
| ja    | Datei hochladen | Bürgerhaus, Lehrlingswohnheim der Berufsschule HERIS-ID: 9435 Objekt-ID: 5409                                      | Hauptplatz 6 Standort KG: Mureck                 | Der Bau stammt im Kern aus dem 17. Jahrhundert, die Biedermeierfassade um 1820. Über dem Portal befindet sich ein Stuckrelief mit der Darstellung eines Widderpaares. | BDA-Hist.: Q38036500 Status: Bescheid Stand der BDA-Liste: 2025-06-30 Name: Bürgerhaus, Lehrlingswohnheim der Berufsschule GstNr.: .111/2 Hauptplatz 6, Mureck                               |
| ja    | Datei hochladen | Bürgerhaus HERIS-ID: 11469 Objekt-ID: 7570                                                                         | Hauptplatz 13 Standort KG: Mureck                | Über dem Portal mit 1774 bezeichneter barocker Bau mit einem breiten Flur mit Kreuzgewölbe und einer Eisenplattentür aus dem Jahre 1803. | BDA-Hist.: Q38102139 Status: Bescheid Stand der BDA-Liste: 2025-06-30 Name: Bürgerhaus GstNr.: .31/1                                                                                         |
| ja    | Datei hochladen | Amtsgebäude, Bezirksgericht HERIS-ID: 9438 Objekt-ID: 5412                                                         | Hauptplatz 14 Standort KG: Mureck                | | BDA-Hist.: Q38036554 Status: § 2a Stand der BDA-Liste: 2025-06-30 Name: Amtsgebäude, Bezirksgericht GstNr.: .107, .160                                                                       |
| ja    | Datei hochladen | Stadtamt, Feuerwehr HERIS-ID: 9443 Objekt-ID: 5417                                                                 | Hauptplatz 28 Standort KG: Mureck                | Der Kern stammt aus dem 16./17. Jahrhundert, das Steinportal zeigt Rokokodekor. | BDA-Hist.: Q38036661 Status: § 2a Stand der BDA-Liste: 2025-06-30 Name: Stadtamt, Feuerwehr GstNr.: .100                                                                                     |
| ja    | Datei hochladen | Heimatmuseum HERIS-ID: 9447 Objekt-ID: 5421                                                                        | Hauptplatz 29 Standort KG: Mureck                | Das Gebäude wurde um 1880 erbaut, hinter der historistischen Fassade verbirgt sich das Heimatmuseum. | BDA-Hist.: Q38036794 Status: § 2a Stand der BDA-Liste: 2025-06-30 Name: Heimatmuseum GstNr.: .40                                                                                             |
| ja    | Datei hochladen | Rathaus, Feuerwehr HERIS-ID: 9453 Objekt-ID: 5427                                                                  | Hauptplatz 30 Standort KG: Mureck                | Das Rathaus ist ein einfacher, dreigeschoßiger Bau, der 1665 nach dem Abbruch des alten Rathaus von 1565 begonnen wurde, mit einem mittig vorgesetzten dominanten quadratischen Uhrturm, der mit 1668 bezeichnet ist. Die Skulpturen in Fassadennischen, darunter Kaiser Leopold I. und Graf W. Stubenberg, ganz oben der Erzengel Michael, sind aus der Bauzeit und Johannes Prandtner zuzuschreiben. Daneben gibt es noch sieben Sandsteinreliefs aus dem 3. Viertel des 16. Jahrhunderts mit biblischen Szenen, die dem alten Bau entnommen worden sind sowie eine Ansicht des Marktes mit dem alten Rathaus. Im Inneren mehrere Reliefs mit alttestamentlichen Szenen, ein Votivbild mit dem Stadtbrand von 1768 und eine Reliefansicht des Ortes aus dem 3. Viertel des 16. Jahrhunderts. Die Glocke stammt aus dem Jahre 1737. | BDA-Hist.: Q38036957 Status: § 2a Stand der BDA-Liste: 2025-06-30 Name: Rathaus, Feuerwehr GstNr.: .98, .100 Rathaus Mureck                                                                  |
| ja    | Datei hochladen | Bürgerhaus HERIS-ID: 8722 Objekt-ID: 4681                                                                          | Hauptplatz 44 Standort KG: Mureck                | Im Kern stammt das Gebäude aus dem 17. Jahrhundert, die Biedermeierfassade ist mit 1814 bezeichnet. | BDA-Hist.: Q38016129 Status: Bescheid Stand der BDA-Liste: 2025-06-30 Name: Bürgerhaus GstNr.: .91/1                                                                                         |
| ja    | Datei hochladen | Gasthaus inklusive Ausleger HERIS-ID: 9450 Objekt-ID: 5424                                                         | Hauptplatz 45 Standort KG: Mureck                | Der Bau stammt im Kern aus dem 16./17. Jahrhundert, die Fassade aus dem 18. Jahrhundert. Das Rustikaportal ist mit 1735 bezeichnet, im Obergeschoß Pilastergliederung, Schmiedeeisenausleger um 1800. | BDA-Hist.: Q38036871 Status: Bescheid Stand der BDA-Liste: 2025-06-30 Name: Gasthaus inklusive Ausleger GstNr.: .48/2, .48/1                                                                 |
| ja    | Datei hochladen | Pest-/Dreifaltigkeitssäule HERIS-ID: 9459 Objekt-ID: 5433                                                          | Karl Puntigam-Straße Standort KG: Mureck         | Die Steinfiguren der Dreifaltigkeitssäule werden Josef Straub zugeschrieben. Die Säule ist mit 1738 bezeichnet und wurde 1955 restauriert. | BDA-Hist.: Q38037102 Status: § 2a Stand der BDA-Liste: 2025-06-30 Name: Pest-/Dreifaltigkeitssäule GstNr.: 37/4 Dreifaltigkeitssäule, Mureck                                                 |
| ja    | Datei hochladen | Pfarrhof HERIS-ID: 9420 Objekt-ID: 5394                                                                            | Kirchenplatz 1 Standort KG: Mureck               | Der Pfarrhof wurde um 1845 erbaut. | BDA-Hist.: Q38036149 Status: § 2a Stand der BDA-Liste: 2025-06-30 Name: Pfarrhof GstNr.: .15, 9/1                                                                                            |
| ja    | Datei hochladen | Kath. Pfarrkirche, hl. Bartholomäus HERIS-ID: 9417 Objekt-ID: 5391                                                 | Kirchenplatz 2 Standort KG: Mureck               | Bei der Pfarrkirche am nordwestlichen Stadtrand ist der untere Teil des mittelalterlichen Südturms erhalten. In der 2. Hälfte des 18. Jahrhunderts wurde die Kirche völlig neu gebaut und besteht nun aus einem fünfjochigen Langhaus sowie einem eingezogenen dreijochigen Chor. Die flache Westfassade entstand in den Jahren 1770–1772. Der quadratische Südturm wurde 1892 erhöht und mit einem Zwiebelhelm versehen. Die Inneneinrichtung stammt aus der Bauzeit. | BDA-Hist.: Q20754111 Status: § 2a Stand der BDA-Liste: 2025-06-30 Name: Kath. Pfarrkirche, hl. Bartholomäus GstNr.: .14, 9/2 Pfarrkirche hl. Bartholomäus, Mureck                            |
| ja    | Datei hochladen | Figurenbildstock, hl. Sebastian HERIS-ID: 9419 Objekt-ID: 5393                                                     | bei Kirchenplatz 2 Standort KG: Mureck           | Die Figur stammt aus der Mitte des 18. Jahrhunderts. | BDA-Hist.: Q38036109 Status: § 2a Stand der BDA-Liste: 2025-06-30 Name: Figurenbildstock, hl. Sebastian GstNr.: 37/2                                                                         |
| ja    | Datei hochladen | Kath. Filialkirche, hl. Patrizius HERIS-ID: 9418 Objekt-ID: 5392                                                   | Kirchenplatz 3 Standort KG: Mureck               | Die Filialkirche hl. Patrizius ist ein kapellenartiger Bau neben der Pfarrkirche und wurde 1740 von Georg Maritschnigg errichtet. Der einfache Saalbau mit Muldengewölbe hat außen einen Ziergiebel und wurde 1967 restauriert. Der barocke Hochaltar stammt aus der Mitte des 18. Jahrhunderts, die mit 1745 datierte Kanzel ist mit einer hölzernen Sängerempore verbunden. | BDA-Hist.: Q38036085 Status: § 2a Stand der BDA-Liste: 2025-06-30 Name: Kath. Filialkirche, hl. Patrizius GstNr.: .161 Filialkirche hl. Patrizius, Mureck                                    |
| ja    | Datei hochladen | Organistenhaus HERIS-ID: 9421 Objekt-ID: 5395                                                                      | Kirchenplatz 4 Standort KG: Mureck               | Geburtshaus des Komponisten Sepp Amschl | BDA-Hist.: Q38036176 Status: § 2a Stand der BDA-Liste: 2025-06-30 Name: Organistenhaus GstNr.: .162 Organistenhaus Mureck                                                                    |
| ja    | Datei hochladen | Ehem. Kapuzinerkloster Mureck HERIS-ID: 9456 Objekt-ID: 5430seit 2012                                              | Klosterplatz 6 Standort KG: Mureck               | | BDA-Hist.: Q38037073 Status: Bescheid Stand der BDA-Liste: 2025-06-30 Name: Ehem. Kapuzinerkloster Mureck GstNr.: .39/1, 47, 48 Former monastery of Capuchin order, Mureck                   |
| ja    | Datei hochladen | Lorberhaus HERIS-ID: 9458 Objekt-ID: 5432                                                                          | Nikolaiplatz 12 Standort KG: Mureck              | Der zweigeschoßige Bau des 17. Jahrhunderts hat eine leicht gekrümmte Fassade, in deren Mitte sich ein Spätrenaissanceportal mit Blattmaske befindet. Der Erdgeschoßraum mit seinem Mittelpfeiler war vermutlich der Vorraum der Nikolaikapelle, die im 19. Jahrhundert abgetragen wurde. | BDA-Hist.: Q38037093 Status: Bescheid Stand der BDA-Liste: 2025-06-30 Name: Lorberhaus GstNr.: .90                                                                                           |